# جير ريان
جير ريان (بالإنجليزية: Ger Ryan)‏ هي ممثلة أيرلندية، ولدت في 1950.

## أعمال

### أفلام
- (2013) طائر الطنان

## وصلات خارجية
- جير ريان على موقع IMDb (الإنجليزية)
- جير ريان على موقع قاعدة بيانات الفيلم (الإنجليزية)